# Don Patterson (animador)
Don Patterson (26 de dezembro de 1909 - 12 de dezembro de 1998), foi um animador e produtor de cinema norte-americano.
Patterson começou sua carreira no início da década de 1930 como produtor no Charles Mintz, e depois se mudou para o estúdio de Walter Lantz Studio.
Ele começou a trabalhar no Walt Disney Studios na década de 1940, contribuindo para cinco filmes teatrais: Pinóquio, Fantasia, Dumbo, Os Três Caballeros e Make Mine Music, Toontown's All-Stars to the Rescue.
No início dos anos 1950, Patterson retornou ao estúdio Lantz e se tornou um dos quatro principais animadores de Lantz, junto com Ray Abrams, Laverne Harding e Paul Smith.
Em 1952 ele foi um dos melhores produtores do Pica-Pau de todos os tempos, em 1953 no Cupins de Marte." Patterson também dirigiu Hypnotic Hick (1953), Socko in Morocco e Alley to Bali (ambos em 1954).
Patterson ganhou um Golden Award no Motion Pictures Screen Cartoonists Awards de 1985.

## Filmografia
| Ano  | Título              | Créditos                                                         | Personagens |
| ---- | ------------------- | ---------------------------------------------------------------- | ----------- |
| 1940 | Pinóquio            | Animador                                                         |             |
| 1940 | Fantasia            | Animador – Segmento " Uma Noite na Montanha Careca / Ave Maria " |             |
| 1941 | Dumbo               | Animador                                                         |             |
| 1945 | Os Três Caballeros  | Animador                                                         |             |
| 1946 | Faça a minha música | Animador de efeitos                                              |             |
| 1973 | Web de Charlotte    | Animador                                                         |             |